# 2019年北印度洋氣旋季
2019年北印度洋氣旋季泛指在2019年全年內的任何時間，於北印度洋水域所產生的熱帶氣旋。雖然有關方面並沒有設下本氣旋季的指定期限，但大部份北印度洋的熱帶氣旋通常都會於四月至十二月期間形成。本季為有紀錄以來最活躍的北印度洋氣旋季，特強氣旋風暴數達6個， 氣旋能量指數達65.7以上，均為平均值的2倍多，打破了多個紀錄。
本條目的範圍僅侷限於北印度洋水域。在北印度洋產生的氣旋風暴是由隶属于印度地球科学部的印度氣象局新德里氣旋中心命名，而在該地區的熱帶低氣壓的編號都以 A/B 字母作結。
在香港天文台的天氣圖上也包括東北印度洋地區，若有熱帶氣旋形成，則採用世界氣象組織級別法，最高強度都稱之為「超強颱風」，所有風暴都是無命名的。
（以下各氣旋風暴資訊以氣旋風暴存在期間的最強形態為名稱。）

## 已被國際命名的熱帶氣旋
自2019年北印度洋氣旋季開始以來，本氣旋季總共產生了以下熱帶氣旋。

### 氣旋風暴帕布（Pabuk）
原位於西北太平洋的熱帶風暴帕布於1月4日晚間進入北印度洋，因此改由印度氣象局發報，晚間9時，印度氣象局將其評定為氣旋風暴。此外，由於印度氣象局預計其會進入孟加拉灣，當局便在1月3日下午提前給予熱帶氣旋編號BOB 01。
1月6日下午，印度氣象局將其降格為強低氣壓。

### 極強氣旋風暴法尼（Fani）
4月26日，一個低氣壓在蘇門答臘以西形成，印度氣象局給予編號BOB 02，系統緩慢地發展並向西北移動。聯合颱風警報中心於同日晚上對該系統 (當時已被給予熱帶擾動編號91B) 發布熱帶氣旋形成警報，並於隔日上午11時率先將其升格為熱帶風暴，給予熱帶氣旋編號01B。27日上午8時，印度氣象局升格為強低氣壓。同日下午5時，印度氣象局將其升格為氣旋風暴，並命名法尼(Fani)。
29日晚上11時，印度氣象局將其升格為強烈氣旋風暴。30日凌晨2時，聯合颱風警報中心將其升格為一級熱帶氣旋；上午8時，聯合颱風警報中心將其升格為二級熱帶氣旋；上午10時，印度氣象局將其升格為特強氣旋風暴；晚間11時，印度氣象局將其升格為極強氣旋風暴。聯合颱風警報中心也於不久後將其升格為三級熱帶氣旋。
5月2日下午2時，聯合颱風警報中心將其升格為四級熱帶氣旋。
3日晚上8時，聯合颱風警報中心將其直接降格為一級熱帶氣旋，並發佈最後警報。

#### 事後調整
聯合颱風警報中心在2021年1月6日發布的最佳路徑中，把法尼的巔峰強度上調至150節(每小時280公里)。

### 特強氣旋風暴瓦尤（Vayu）
6月9日，一個低氣壓在阿拉伯海西半部形成，印度氣象局給予編號ARB 01。不久後，印度氣象局將其升格為強低氣壓。而聯合颱風警報中心於10日上午6時半對其（當時已給予熱帶擾動編號93A）發布熱帶氣旋形成警報，並於當日晚上11時率先將其升格為熱帶風暴，給予熱帶氣旋編號02A。印度氣象局也於隔日上午5時半將其升格為氣旋風暴，並命名「瓦尤」（Vayu）。晚間8時，聯合颱風警報中心將其升格為一級熱帶氣旋，不久後，印度氣象局將其升格為強烈氣旋風暴。
12日凌晨2時，印度氣象局將其升格為特強氣旋風暴。早上8時，聯合颱風警報中心將其升格為二級熱帶氣旋。隔日晚上8時，聯合颱風警報中心將其升格為三級熱帶氣旋，但因為海水潛熱不足，導致瓦尤的對流與強度均逐漸減弱。聯合颱風警報中心於當日下午5時將其降格為二級熱帶氣旋。14日晚上8時，聯合颱風警報中心將其降格為一級熱帶氣旋，並於16日凌晨5時將其降格為熱帶風暴。印度氣象局也於當日下午12時將其降格為強烈氣旋風暴。隔日凌晨，印度氣象局將其降格為氣旋風暴。聯合颱風警報中心於同日上午11時對其發布最後警告。不久後，印度氣象局將其降格為強低氣壓。

### 特強氣旋風暴希卡（Hikaa）
9月22日下午，印度氣象局把位在阿拉伯海的熱帶擾動96A升格為低氣壓，給予編號ARB 02。晚間，聯合颱風警報中心對其發布熱帶氣旋形成警報。
9月23日凌晨，印度氣象局將其升格為強低氣壓，不久後，聯合颱風警報中心將其升格為熱帶風暴，給予熱帶氣旋編號03A。上午8時，印度氣象局將其升格為氣旋風暴，並命名「希卡」（Hikaa）。下午2時，印度氣象局將其升格為強烈氣旋風暴，不久後，聯合颱風警報中心將其升格為一級熱帶氣旋。
9月24日上午8時，聯合颱風警報中心將其升格為二級熱帶氣旋，隨後，印度氣象局將其升格為特強氣旋風暴。下午2時，聯合颱風警報中心將其降格為一級熱帶氣旋。
9月25日凌晨，隨著希卡（Hikaa）登陸阿曼，印度氣象局在凌晨2時將其降格為強烈氣旋風暴，不久後，聯合颱風警報中心將其降格為熱帶風暴，並發布最後警報。上午8時，印度氣象局將其降格為氣旋風暴，不久後，聯合颱風警報中心將其降格為熱帶低氣壓。下午2時，印度氣象局將其降格為強低氣壓。

#### 事後調整
聯合颱風警報中心在2021年1月6日發布的最佳路徑中，把希卡的巔峰強度上調至90節(每小時165公里)。

### 超級氣旋風暴基亞爾（Kyarr）
10月17日，一個熱帶擾動在阿拉伯海形成，美國海軍研究實驗室給予擾動編號97A。
10月24日下午，聯合颱風警報中心對其發布熱帶氣旋形成警報。不久後，印度氣象局將其升格為低氣壓，給予編號ARB 03。
10月25日凌晨2時，印度氣象局將其升格為強低氣壓，不久後，聯合颱風警報中心將其升格為熱帶風暴，給予熱帶氣旋編號04A。上午8時，印度氣象局將其升格為氣旋風暴，並命名「基亞爾」（Kyarr）。
10月26日凌晨2時，印度氣象局將其升格為強烈氣旋風暴。上午8時，聯合颱風警報中心將其升格為一級熱帶氣旋，不久後，印度氣象局將其升格為特強氣旋風暴。下午八時，聯合颱風警報中心將其升格為二級熱帶氣旋。
10月27日凌晨二時，聯合颱風警報中心將其直接升格為四級熱帶氣旋。下午1時，印度氣象局將其升格為超級氣旋風暴。

#### 事後調整
聯合颱風警報中心在2021年1月6日發布的最佳路徑中，把基亞爾的巔峰強度上調至135節(每小時250公里)。

### 極強氣旋風暴馬哈（Maha）
最早於10月中下旬，各大數值預報皆認為10月底有1～3個熱帶氣旋在阿拉伯海一帶發展，而當中除了該年北印度洋熱帶氣旋季中的最強風暴基亞爾外，還包括馬哈，預報中的系統前身低壓在10月26日下午2時於斯里蘭卡以東形成，美國海軍研究實驗室給予擾動編號99B。雖然該海域海溫尚可，但由於系統所處的位置垂直風切較大，使得系統低層環流中心裸露。直到10月28日凌晨2時，聯合颱風警報中心才給予擾動發展評級「低」。
29日上午8時，聯合颱風警報中心將擾動發展評級提升為「中」。下午3時，印度氣象局判定其為一熱帶擾動。
30日上午8時，印度氣象局將其升格為低氣壓，給予熱帶氣旋編號ARB 04。下午2時，聯合颱風警報中心跳過熱帶氣旋形成警報並直接將其升格為熱帶風暴，給予熱帶氣旋編號05A。下午5時，印度氣象局將其升格為強低氣壓。晚間8時，印度氣象局將其升格為氣旋風暴，並命名「馬哈」(Maha)。

### 特強氣旋風暴布爾布爾（Bulbul）
11月5日下午，麥德姆的殘餘雲系進入孟加拉灣發展，印度氣象局將其評為低氣壓，給予編號BOB 04。隨後，聯合颱風警報中心將其再次評級提升為「中」。
11月6日下午5時，聯合颱風警報中心將其再次評級提升為「高」，並發布熱帶氣旋形成警報。
11月7日凌晨2時，聯合颱風警報中心將其再次升格為熱帶風暴。上午5時，印度氣象局將其升格為氣旋風暴，並命名「布爾布爾」(Bulbul)。

#### 事後調整
聯合颱風警報中心在2020年9月16日發布的最佳路徑中，把布爾布爾的巔峰強度上調至105節(每小時195公里)。

### 氣旋風暴帕萬（Pawan）
12月3日上午8時，聯合颱風警報中心把位於西南阿拉伯海低緯的熱帶擾動90A升格為熱帶風暴，給予熱帶氣旋編號06A，不久後，印度氣象局將其升格為強低氣壓，並給予編號ARB 05。

## 未被國際命名的熱帶氣旋

### 強低氣壓BOB 03
8 月 6 日，孟加拉灣西北部形成低氣壓，IMD 給予編號BOB 03。不久之後，系統在接近奧里薩邦北部海岸線時增強為強低氣壓。 8 月 7 日，大約 08:00-09:00 UTC，深層低氣壓沿北奧里薩邦-西孟加拉邦海岸線登陸。 8月11日一早，它消散了。

### 強低氣壓ARB 07
12月3日下午2時，原位於印度西方海域的熱帶擾動91A發展出風眼特徵，且風場達到升格標準，聯合颱風警報中心跳過所有評級並直接對其發布熱帶氣旋形成警報。晚間8時，聯合颱風警報中心將其升格為熱帶風暴，給予熱帶氣旋編號07A，當晚，印度氣象局將其評為低壓區。
12月4日上午8時，印度氣象局直接將其升格為強低氣壓，並給予編號ARB 07。

#### 事後調整
聯合颱風警報中心在2021年1月6日發布的最佳路徑中，把ARB 06的巔峰強度上調至55節(每小時100公里)。

## 2019年風暴名單
北印度洋的熱帶氣旋自2004年起採用命名系統，命名工作由印度氣象局負責，名字是根據以下名單而定，不按年度劃分。風暴名字是由8個國家各自提交8個名稱，並以該國英文名稱按字母順序排列。之前使用過的與本年未用名稱以灰色表示，黑體字表示該年已經使用過。 
| 提供國家 | 名稱    | 名稱     | 名稱    | 名稱    |
| 提供國家 | 第1組   | 第2組    | 第3組   | 第4組   |
| -------- | ------- | -------- | ------- | ------- |
| 孟加拉國 | Onil    | Ogni     | Nisha   | Giri    |
| 印度     | Agni    | Akash    | Bijli   | Jal     |
| 馬爾代夫 | Hibaru  | Gonu     | Aila    | Keila   |
| 緬甸     | Pyarr   | Yemyin   | Phyan   | Thane   |
| 阿曼     | Baaz    | Sidr     | Ward    | Murjan  |
| 巴基斯坦 | Fanoos  | Nargis   | Laila   | Nilam   |
| 斯里蘭卡 | Mala    | Rashmi   | Bandu   | Viyaru  |
| 泰國     | Mukda   | Khai Muk | Phet    | Phailin |
| 提供國家 | 名稱    | 名稱     | 名稱    | 名稱    |
| 提供國家 | 第5組   | 第6組    | 第7組   | 第8組   |
| 孟加拉國 | Helen   | Chapala  | Ockhi   | Fani    |
| 印度     | Lehar   | Megh     | Sagar   | Vayu    |
| 馬爾代夫 | Madi    | Roanu    | Mekunu  | Hikaa   |
| 緬甸     | Nanauk  | Kyant    | Daye    | Kyarr   |
| 阿曼     | Hudhud  | Nada     | Luban   | Maha    |
| 巴基斯坦 | Nilofar | Vardah   | Titli   | Bulbul  |
| 斯里蘭卡 | Ashobaa | Maarutha | Gaja    | Pawan   |
| 泰國     | Komen   | Mora     | Phethai | Amphan  |

註：
- 本風季第1個被命名的熱帶氣旋（帕布 BOB 01）是由西北太平洋進入北印度洋發展的熱帶氣旋。進入本洋面後仍繼續沿用西北太平洋的名稱（Pabuk）。

## 氣旋季影響
以下圖表顯示了2019年北印度洋氣旋季的所有熱帶氣旋以及它們的登陸資料(如有)。在括號內的死亡人數屬於非直接，但仍與風暴有關的死亡。所有破壞及死亡數字都包括風暴在擾動及溫帶氣旋階段時的資料。
| 風暴名稱     | 持續日期                     | 最高強度     | 持續風速           | 氣壓                  | 影響地區                                      | 損失 （美元） | 死亡人數 | 來源                                |
| ------------ | ---------------------------- | ------------ | ------------------ | --------------------- | --------------------------------------------- | ------------- | -------- | ----------------------------------- |
| 帕布         | 1月4日(進入北印度洋)－1月7日 | 氣旋風暴     | 85 km/h (50 mph)   | 998 hPa (29.47 inHg)  | 泰國、緬甸、 安達曼群島                       | 無            | 無       |                                     |
| 法尼         | 4月26日－5月4日              | 極強氣旋風暴 | 215 km/h (130 mph) | 932 hPa (27.52 inHg)  | 尼科巴群島、斯里蘭卡、印度東部、 孟加拉、不丹 | $18.1億       | 89       | [ 1 ] [ 2 ] [ 3 ] [ 4 ] [ 5 ] [ 6 ] |
| 瓦尤         | 6月9日－6月17日              | 特強氣旋風暴 | 150 km/h (90 mph)  | 978 hPa (28.88 inHg)  | 馬爾地夫北部、巴基斯坦、印度西部、阿曼        | >$95萬        | 8        | [ 7 ] [ 8 ] [ 9 ]                   |
| BOB 03       | 8月6日－8月11日              | 強低氣壓     | 55 km/h (35 mph)   | 988 hPa (29.18 inHg)  | 印度東部、孟加拉                              | 未知          | 3        |                                     |
| 希卡         | 9月22日－9月25日             | 特強氣旋風暴 | 140 km/h (85 mph)  | 978 hPa (28.88 inHg)  | 印度西部、阿曼、沙特阿拉伯、也門              | $6700萬       | 6        |                                     |
| 01           | 9月30日－10月1日             | 低氣壓       | 45 km/h (30 mph)   | 氣壓不詳              | 古吉拉特邦                                    | 無            | 無       |                                     |
| 基亞爾       | 10月24日－11月1日            | 超級氣旋風暴 | 240 km/h (150 mph) | 922 hPa (27.23 inHg)  | 印度西部、阿曼、阿拉伯聯合大公國              | 輕微          | 無       |                                     |
| 馬哈         | 10月30日－11月7日            | 極強氣旋風暴 | 165 km/h (105 mph) | 966 hPa (28.53 inHg)  | 古吉拉特邦、印度南部、印度西部、印度中部      | 輕微          | 無       |                                     |
| 布爾布爾     | 11月5日－11月11日            | 特強氣旋風暴 | 150 km/h (90 mph)  | 980 hPa (28.94 inHg)  | 緬甸、安達曼-尼科巴群島、印度東部、孟加拉     | $32億         | 38       |                                     |
| 帕萬         | 12月2日－12月7日             | 氣旋風暴     | 75 km/h (45 mph)   | 998 hPa (29.47 inHg)  | 索馬利亞                                      | 未知          | 6        |                                     |
| ARB 06       | 12月3日－12月5日             | 強低氣壓     | 55 km/h (35 mph)   | 1002 hPa (29.59 inHg) | 無                                            | 無            | 無       |                                     |
| 季節總結     |                              |              |                    |                       |                                               |               |          |                                     |
| 11個熱帶氣旋 | 1月4日－活躍中               |              | 240 km/h (150 mph) | 922 hPa (27.23 inHg)  |                                               | ≥$114億       | 144      |                                     |

## 外部連結
- 印度氣象局（页面存档备份，存于）
- 聯合颱風警報中心（页面存档备份，存于）
- 中國國家氣象中心-北印度洋氣旋公報（页面存档备份，存于）